# امریت‌پور، اتار پردیش
امریت‌پور، اتار پردیش (به انگلیسی: Amritpur, Uttar Pradesh) یک منطقهٔ مسکونی در هند است که در اوتار پرادش واقع شده‌است.

## خصوصیات
امریت‌پور ۸۳٬۷۷۳ نفر جمعیت دارد و ۱۳۶ متر بالاتر از سطح دریا واقع شده‌است.